# Daniel Will
Daniel Will es un escultor y artista gráfico suizo, nacido el año 1951 en Lausana.

## Datos biográficos
Pasó toda su infancia en Ouchy, en la orilla del lago Lemán. En 1978, independizado, obtuvo una beca federal de Artes Aplicadas. Desde 1980, trabaja la pintura y la escultura (madera, metal y piedra).

### Exposiciones
- 1993 : Galería OM Friburgo

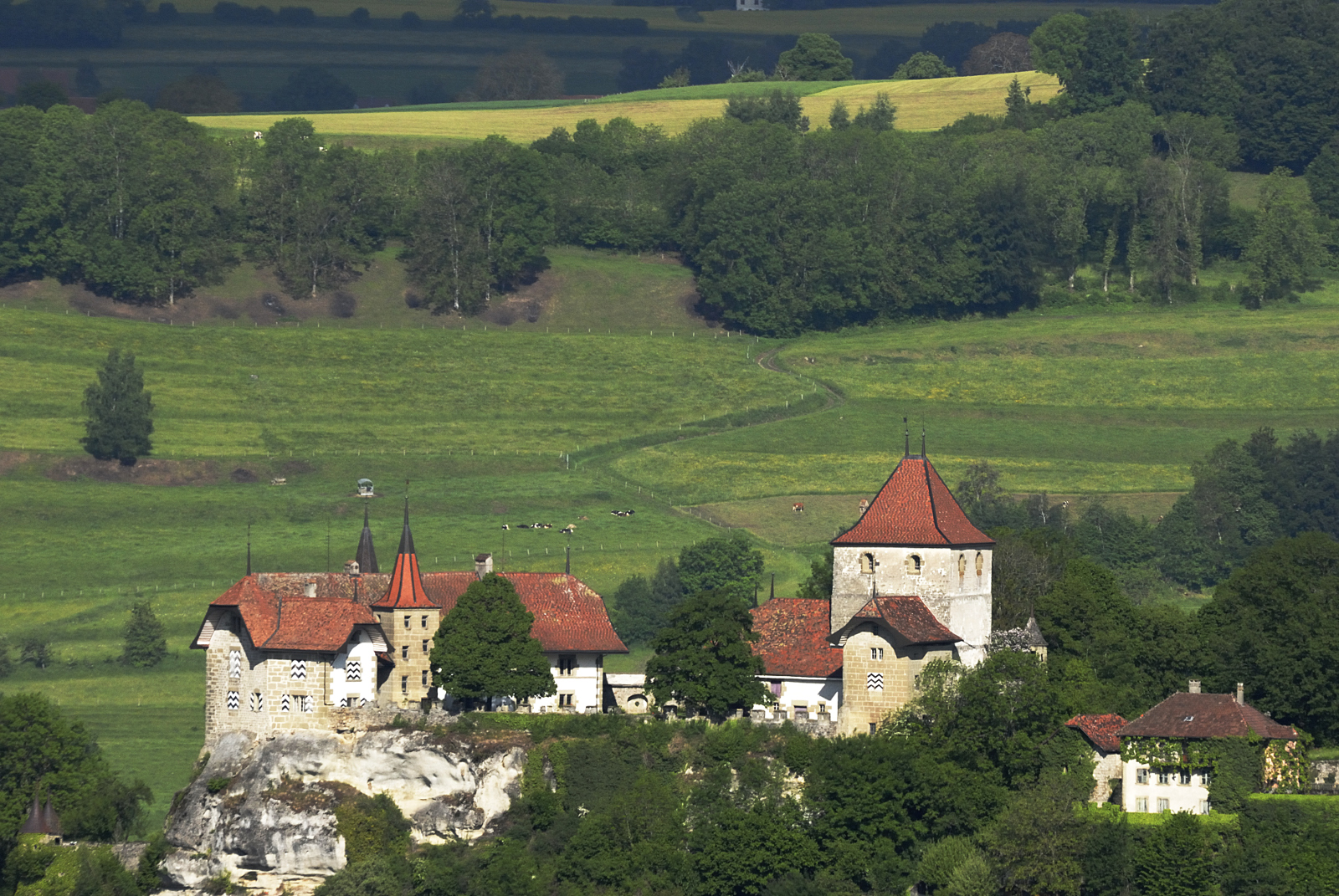
Vista del Chateau de Rue, en la localidad suiza de Rue, donde Daniel Will expuso en verano de 2008

- 1994 : Musée du Pays et Val de Charmey
- 1995 : Galería  Kara, Ginebra
- 1996 : Galería Kara Ginebra
- 1999 : Musée du Pays et Val de Charmey
- 2001 : Musée du Pays et Val de Charmey
- 2001 : Galería  Shakan, Lausanne
- 2002 : Galería  Ollier, Fribourg
- 2002 : Galería  Shakan, Lausanna
- 2003 : Galería  Shakan, Lausanna
- 2003 : Galería Chantal Mélanson, Annecy
- 2006 : Puertas abiertas de su taller
- 2008 : Wunderland, 27 de julio al 3 de agosto de 2008, Castillo de Rue (Friburgo)